# Sunred Engineering

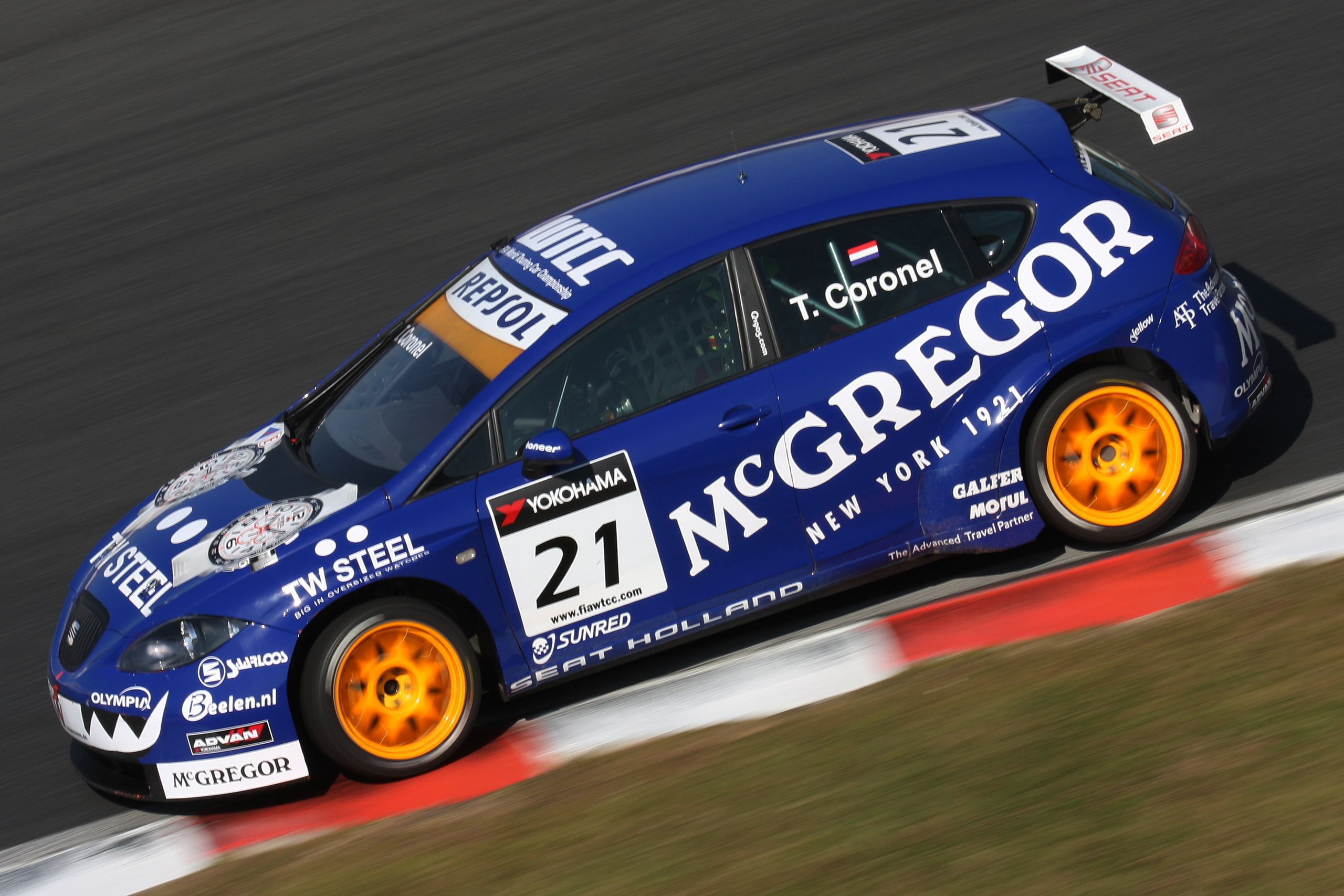
Tom Coronel pendant les essais de la Course WTCC du Japon 2009

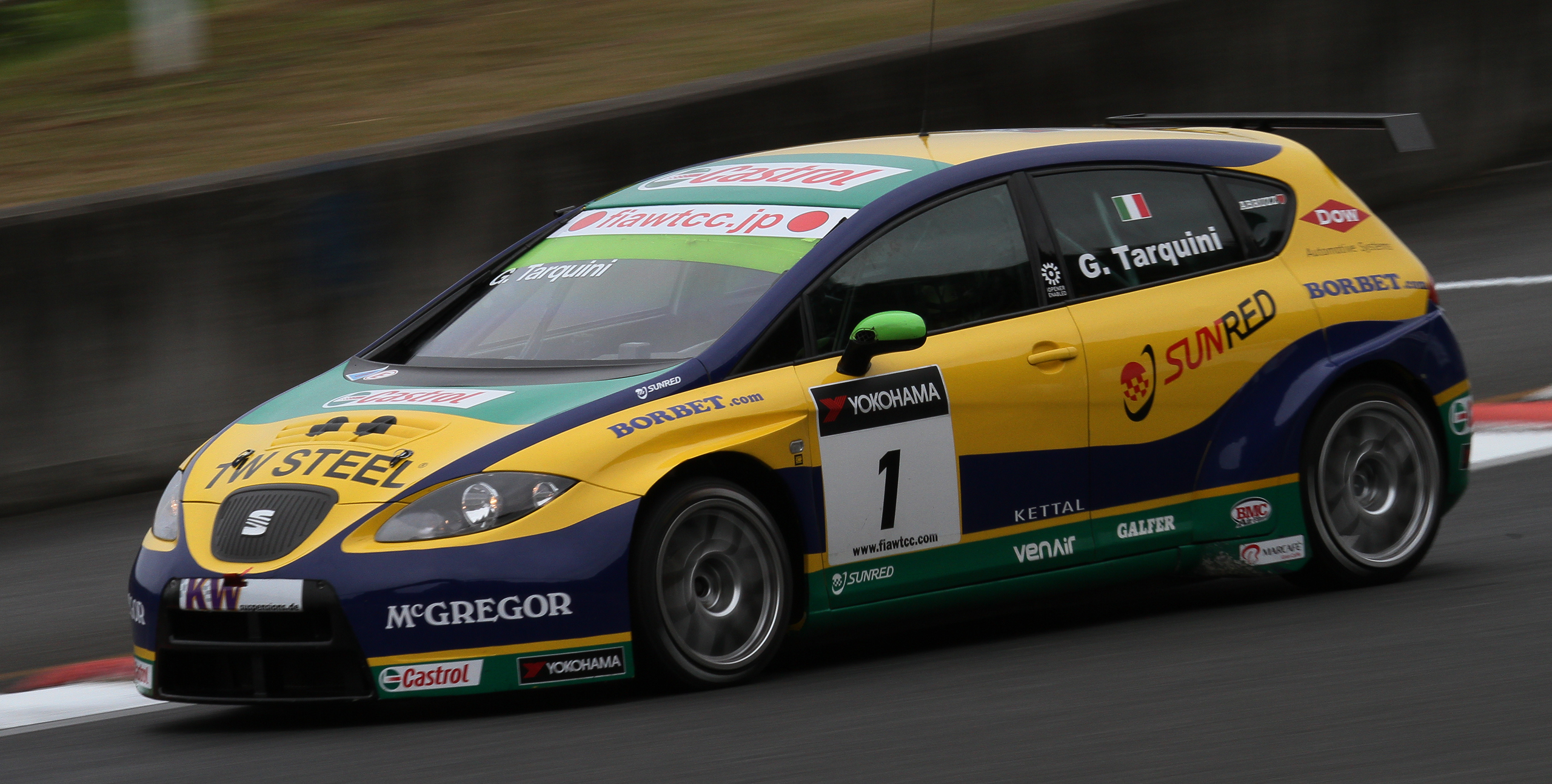
Gabriele Tarquini pendant les essais de la Course WTCC du Japon 2010

La société espagnole SUNRED Engineering (abréviation de SUN Race Engineering Developpement), également connue sous le nom SR-Sport ou Tuenti Racing Team, est une entreprise et une écurie de course automobile espagnole basée à Martorell en Catalogne. Elle engage notamment des Seat León en WTCC (Championnat du monde des voitures de tourisme).

## Histoire
Cette entreprise est spécialisée dans le développement de voitures de course et elle est très proche du constructeur SEAT avec qui elle a travaillé sur plusieurs modèles de compétition telles que la Cupra GT. Elle a aussi travaillé avec Bestlap pour mettre au point un modèle de Formule 1 à trois places.
Depuis 2007, un modèle de Grand Tourisme est développé sur la base d'une Hispano-Suiza H21, la Sunred SR21 GT. Il est engagé en championnat International GT Open et en championnat GT espagnol.
En 2012, la structure apporte son soutien technique à une écurie indienne dans le Championnat du monde FIA GT1 2012 qui engage des Ford GT GT3.